# Alfred Maoh
Alfred Maoh, né le 12 septembre 1977, est un homme politique vanuatais, notamment ministre de l'Intérieur de février 2016 à décembre 2017.
Titulaire d'un diplôme en gestion et en technologies de l'information, il travaille comme comptable pour une compagnie d'assurance (1995-1998), puis dans l'administration de l'Université du Pacifique Sud (UPS, 1998-2009). Après avoir travaillé brièvement au bureau des finances de l'ONG humanitaire World Vision International, il devient directeur de la branche local de l'UPS à Luganville. Il est par ailleurs membre de comités éducatifs pour la province de Sanma de 2010 à 2012.
Il entre au Parlement en 2012, élu député de la circonscription d'Espiritu Santo sous l'étiquette du parti Terre et Justice (traditionaliste). En mars 2013, ce parti prend part au gouvernement de coalition dirigé par Moana Carcasses Kalosil ; Alfred Maoh devient chief whip de la majorité parlementaire. Le gouvernement Carcasses perd toutefois la confiance du Parlement en mai 2014, et Maoh se retrouve sur les bancs de l'opposition. Il conserve son siège de député lors des élections législatives de janvier 2016, qui marquent une percée pour le parti Terre et Justice. Il est nommé ministre de l'Intérieur dans le gouvernement de coalition dirigé par le premier ministre Charlot Salwai,. À l'occasion d'un remaniement ministériel en décembre 2017, il devient ministre des Terres. Il perd ce poste lorsque la coalition perd les élections législatives de mars 2020.